# Faro (Fluss)
Der Faro ist ein Fluss im zentralen Afrika.

## Verlauf

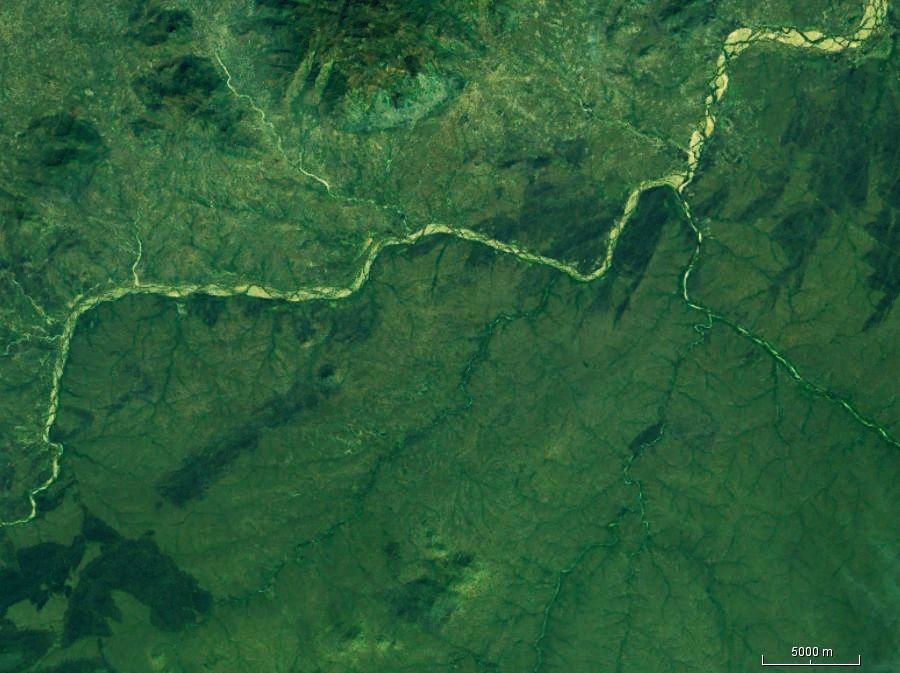
Mündung des Mao Déo (von Westen) in den Faro (von Osten) mit dem Faro-Nationalpark dazwischen.

Die Quellen des Faro liegen unweit der Stadt Tignère im südlichen Hochland von Adamaua. In seinem Oberlauf ist er reich an Stromschnellen. Er umfließt den Faro-Nationalpark im Osten und bildet dabei seine nordöstliche Grenze. An der Nordspitze der Parks vereinigt er sich mit dem von Westen kommenden Mao Déo und fließt von da nordwärts. In seinem Unterlauf bildet er die Grenze zu Nigeria, bis er schließlich in der Benue mündet.

## Hydrometrie
Die Durchflussmenge des Flusses wurde in Safaie, etwa 100 km oberhalb der Mündung, in m³/s gemessen.